# Théorie des anneaux

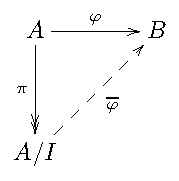
Diagramme de la théorie des anneaux

En mathématiques, la théorie des anneaux porte sur l'étude de structures algébriques qui imitent et étendent les entiers relatifs, appelées anneaux. Cette étude s'intéresse notamment à la classification de ces structures, leurs représentations, et leurs propriétés. Développée à partir de la fin du 19e siècle, notamment sous l'impulsion de David Hilbert et Emmy Noether, la théorie des anneaux s'est trouvée être fondamentale pour le développement des mathématiques au 20e siècle, au travers de la géométrie algébrique et de la théorie des nombres notamment, et continue de jouer un rôle central en mathématiques, mais aussi en cryptographie et en physique.
La théorie des anneaux considère les anneaux en général, alors que les anneaux commutatifs sont beaucoup mieux compris et ont engendré un grand nombre de résultats spécifiques, aujourd'hui regroupés sous le nom d'algèbre commutative. Le développement plus lent de la théorie générale, englobant également les anneaux non commutatifs, a été surtout motivé par la découverte dans les années 1980 des géométries non commutatives et des groupes quantiques.

## Histoire
La théorie des anneaux est née d'une volonté de systématiser des observations sur le comportement de plusieurs constructions algébriques (telles que les quaternions ou les corps de nombres). Si ces structures possèdent des parallèles évidents avec les entiers, par exemple qu'on peut en additionner deux éléments, ou en calculer le produit, des différences importantes ont été identifiées : par exemple l'importance de l'ordre dans la multiplication (pour les quaternions, non commutatifs) ou l'échec de la décomposition en nombres premiers dans certains corps de nombres.
L'étude des polynômes, motivée par la géométrie algébrique naissante, pousse Richard Dedekind à introduire un premier concept d'« anneau de nombres » pour capturer les similitudes entre ces structures dans lesquelles on peut ajouter et multiplier. Dedekind emploie le terme Ordnung (« ordre ») qui a aujourd'hui un sens différent. Le mot, Zahlring, qui désigne surtout de manière informelle une collection de nombres, est utilisé par David Hilbert qui l'utilise pour désigner ces structures dans un populaire ouvrage sur la théorie des nombres.
Suivant la démarche axiomatique en vogue au début du 20e siècle, une première définition abstraite d'un anneau est donnée en 1914 par Abraham Fraenkel,, qui sera complétée en 1917 par Masazo Sono (de) pour donner la définition actuelle d'anneau et d'anneau commutatif. Mais c'est indéniablement la mathématicienne Emmy Noether qui a le plus fait avancer la théorie naissante des anneaux abstraits, introduisant dans un article de 1921 la plupart des résultats fondamentaux du domaine et distinguant de nombreuses classes importantes d'anneaux, tels que les anneaux noethériens et les anneaux de Dedekind.
Désormais sans lien nécessaire avec les nombres, la théorie des anneaux prend son essor comme théorie indépendante. Lasker et Macauley montrent alors une correspondance entre les variétés algébriques, définies par un système d'équations polynomiales, et les anneaux construits à partir des idéaux maximaux tirés de ces équations. Ils montrent qu'il est ainsi possible de résoudre de nombreux problèmes de nature a priori géométrique en étudiant des idéaux d'anneaux, un problème a priori algébrique. Cela a inspiré l'idée moderne que toute la géométrie peut être comprise comme une discussion sur différents types d'idéaux.
Parmi les principaux auteurs ayant contribué au développement de la théorie, on compte en plus de ceux déjà cités William Hamilton, Joseph Wedderburn, Henri Cartan, Emil Artin, Nathan Jacobson, Charles Hopkins, Jacob Levitzki, Alfred Goldie, Shimshon Amitsur, Kenneth Goodearl, Richard Brauer, Paul Cohn, Israel N. Herstein, Kiiti Morita, et Øystein Ore.

## Définition axiomatique
La définition la plus courante d'un anneau est la suivante : il s'agit d'un triplet {\displaystyle (A,+,\times )} tel que
- {\displaystyle (A,+)} est un groupe commutatif vis-à-vis d'une opération généralement notée + et appelée « addition » ;
- {\displaystyle A} est doté d'une opération supplémentaire associative de « multiplication » généralement notée  × ou • ou par simple concaténation ;
- La multiplication est distributive sur l'addition, c'est-à-dire que pour tout {\displaystyle a,b,c\in A} on a {\displaystyle a(b+c)=ab+ac} et {\displaystyle (a+b)c=ac+bc}.

Dans certains contextes, certains auteurs préfèrent considérer des « anneaux sans unité » (multiplicative) appelés pseudo-anneaux. C'était le cas général considéré par Emmy Noether, et de nombreux manuels anciens construisent la théorie à partir des pseudo-anneaux. Dans la plupart des cas, et du point de vue catégorique, on considère aujourd'hui plus standard de travailler dans un anneau avec unité.
Une définition équivalente est qu'un anneau est une catégorie {\displaystyle \operatorname {Ab} }-enrichie dotée d'un unique objet.
En algèbre commutative, on ajoute l'axiome suivant :
- {\displaystyle A} est son propre centre, c'est-à-dire que pour tout {\displaystyle a,b\in A} on a {\displaystyle ab=ba}.

Dans ce cas, on parle d'anneau commutatif.

## Exemples
La notion d'anneau est centrale en mathématiques et se manifeste donc dans de nombreux contextes. Quelques exemples importants sont :
- L'ensemble {\displaystyle \mathbb {Z} } des entiers relatifs, muni des opérations usuelles d'addition et de multiplication, est un anneau commutatif.
- Les ensembles {\displaystyle \mathbb {Q} ,\mathbb {R} ,\mathbb {C} } sont des anneaux commutatifs.
- Si {\displaystyle A} est un anneau, l'ensemble des polynômes à coefficients dans {\displaystyle A} forme lui-même un anneau noté {\displaystyle A[X]}.
- Si {\displaystyle A} est un anneau, l'ensemble des matrices carrées à coefficients dans {\displaystyle A} est un anneau (pour l'addition et la multiplication matricielle). Cet anneau de matrices est généralement non commutatif, même si {\displaystyle A} est commutatif.
- Si {\displaystyle X} est un espace topologique, et {\displaystyle U} est un ouvert de {\displaystyle X}, l'ensemble des fonctions continues de {\displaystyle U} à valeurs dans un anneau {\displaystyle A}, dénoté {\displaystyle C(U,A)}, est lui-même un anneau (pour l'addition et la composition de fonctions). Cet anneau n'est généralement pas commutatif, même si {\displaystyle A} est commutatif.[Information douteuse]

## Théorie des anneaux commutatifs
La théorie des anneaux dans le cadre commutatif s'est beaucoup développée au 20e siècle, et les nombreux résultats issus de ce développement sont regroupés sous le terme d'algèbre commutative. Outre la relative simplicité du cas commutatif, il s'est avéré particulièrement adapté à l'étude de problèmes géométriques et arithmétiques ; à tel point, en fait, que l'histoire moderne de la géométrie algébrique, la théorie des nombres, et de l'algèbre commutative sont indissociables.
Pour la géométrie, c'est l'intuition de Lasker et Macauley, qui a abouti à la notion de schéma avec Grothendieck, qui montre une équivalence entre l'étude des variétés algébriques et celle des anneaux commutatifs et notamment de leur spectre. La notion de module sur un anneau, qui généralise en un sens celle d'espace vectoriel, apparaît alors naturellement et s'avère être un moyen efficace d'étudier l'anneau en question ; les modules permettent notamment de construire des représentations. Pour la théorie des nombres, c'est toute une classification issue des recherches de Kummer et Dedekind sur la factorisation qui permet d'analyser finement les constructions généralisant les entiers relatifs, sur la base des résultats qui s'y transportent ou non : existence d'une division euclidienne, unicité de la factorisation en éléments premiers, validité du théorème de Bézout, etc.
C'est précisément en observant l'échec de la factorisation unique dans certains corps de nombres, par exemple le fait que {\displaystyle (1+{\sqrt {-5}})(1-{\sqrt {-5}})=6=3\cdot 2} avec {\displaystyle 2,3,1\pm {\sqrt {-5}}} irréductibles dans {\displaystyle \mathbb {Z} [{\sqrt {-5}}]}, que Kummer a introduit la notion d'idéal. En effet, si la factorisation unique échoue pour les éléments de l'anneau, elle peut encore, en un certain sens, être valide pour les idéaux. Une famille particulièrement intéressante d'anneaux commutatifs possède la propriété que toute chaine d'idéaux croissante est stationnaire ; on les appelle aujourd'hui anneaux noethériens en l'honneur d'Emmy Noether.
En mesurant la longueur d'une telle chaîne avant qu'elle ne devienne stationnaire, Krull introduit alors une première notion de dimension permettant de « mesurer » la taille d'un anneau. D'autres mesures ont depuis été introduites, telles que la profondeur ou la dimension homologique. L'étude des idéaux et modules d'un anneau, mais aussi l'étude de ses résolutions (en) comme montré par Hilbert par son théorème des syzygies, dote l'algèbre commutative de puissants résultats très généraux.
Du point de vue de la théorie des catégories, il existe une catégorie des anneaux et même des anneaux commutatifs, notées respectivement {\displaystyle \operatorname {Ring} } et {\displaystyle \operatorname {CRing} }, dont les flèches sont les morphismes d'anneaux. La notion d'équivalence de Morita, plus générale que celle d'isomorphisme, permet de rapprocher des anneaux dont les catégories des modules sont équivalentes.

## Théorie des anneaux non commutatifs
Le cas général, dans lequel on ne suppose pas que les anneaux étudiés sont commutatifs, est généralement plus difficile. Un premier obstacle est qu'un idéal dans le cas non commutatif peut être défini à gauche ou à droite, et que ces deux notions ne coïncident pas en général. Une conséquence est que de nombreuses constructions d'algèbre commutative ne fonctionnent plus, ou nécessitent des définitions plus générales et moins maniables, et que de nombreuses propriétés deviennent chirales : les anneaux peuvent par exemple être noethériens ou artiniens à gauche, à droite, ou bilatéralement.
En dotant un anneau (non nul) de tous les inverses des éléments non nuls, on obtient un corps gauche, qui correspond à la construction d'un corps si ce n'est que la multiplication n'est pas nécessairement commutative. Par contraposition du théorème de Wedderburn, un corps gauche est nécessairement infini. Le théorème de Frobenius détermine les seuls corps gauches associatifs de dimension finie sur {\displaystyle \mathbb {R} }, et le théorème de Hua (en) montre que certaines applications entre corps gauches sont soit des homomorphismes, soit des antihomomorphismes.
Dans l'espoir d'obtenir une classification générale des corps gauches, Brauer a introduit le groupe des classes d'équivalence de Morita des algèbres centrales de rang fini : c'est le groupe de Brauer, aujourd'hui réinterprété en termes de groupe de cohomologie.
Ore quant à lui a tenté d'étendre la construction du corps des fractions au cas non commutatif. Cette question (et la question plus générale de la localisation) a poussé à l'introduction des anneaux d'Ore, dont les anneaux commutatifs sont un cas particulier. Pour ces anneaux, on peut construire un équivalent du corps des fractions appelé l'anneau des quotients.

## Modules et représentations
L'étude des modules est un outil clé de la théorie générale des anneaux. Un module à gauche (resp. à droite) sur un anneau {\displaystyle A} est doté d'une action à gauche (resp. à droite) par les éléments de {\displaystyle A} ; en ce sens la construction des modules généralise celle des espaces vectoriels. En d'autres termes, un module est un « espace vectoriel sur un anneau », au lieu d'être sur un corps. Étant donné un anneau, il a toujours au moins un module : lui-même. L'étude des sous-modules et des idéaux permet, de manière comparable à l'étude des sous-groupes en théorie des groupes, de caractériser un anneau et d'en étudier les propriétés fines.
Derrière cette observation se cache l'idée que les modules constituent des représentations des anneaux. En effet, si on considère un anneau {\displaystyle A} et un {\displaystyle A}-module à gauche {\displaystyle M}, par définition ce dernier est muni d'une action {\displaystyle A\times M\to M}. Pour chaque élément {\displaystyle a\in A} il existe donc une application {\displaystyle [a]:m\in M\mapsto a\cdot m\in M}qui est au moins un morphisme de groupes pour la structure additive de {\displaystyle M}. En fait, l'ensemble des morphismes de groupes de {\displaystyle M} est naturellement doté d'une structure d'anneau (avec l'addition et la composition usuelles), de sorte que tout élément {\displaystyle a\in A} définit en réalité un morphisme d'anneaux {\displaystyle \rho _{a}:A\to \operatorname {End} _{\mathbb {Z} }(M)}. En d'autres termes, {\displaystyle \rho _{a}} est une représentation de {\displaystyle A} sur {\displaystyle M}.
De manière équivalente, on peut dire qu'un {\displaystyle A}-module à gauche est la donnée d'un groupe commutatif {\displaystyle M} et d'une représentation de {\displaystyle A} sur {\displaystyle M}, ce qui illustre bien la connexion profonde entre les notions.
De nombreuses constructions sur les anneaux se transportent sur leurs modules, au moins dans le cas commutatif : produit tensoriel, localisation, duals, quotients notamment. Cela permet de construire des modules possédant une riche structure. Réciproquement, l'étude des schémas, qui sont (localement) des espaces annelés dotés d'un faisceau d'anneaux structural, rend fondamentale l'étude des modules en géométrie algébrique. Dans ce contexte, les modules plats sont d'une importance considérable.
Enfin, la découverte des groupes quantiques dans les années 1980 a nécessité la recherche de représentation de ces groupes, et ravivé l'intérêt dans les anneaux non commutatifs qui se prêtent particulièrement bien à cet exercice.

## Théorie des nombres etK-théorie algébrique
Un des objectifs initiaux de la théorie des anneaux était de généraliser la notion d'entier et de tirer des leçons générales de telles constructions. La notion d'entier algébrique sur un anneau permet de construire des extensions qui incluent de nouveaux objets : par exemple, partant de {\displaystyle \mathbb {Q} } et lui adjoignant formellement une solution de l'équation {\displaystyle X^{2}=3} on obtient l'extension quadratique {\displaystyle \mathbb {Q} ({\sqrt {3}})}. L'anneau des entiers correspondants est {\displaystyle \mathbb {Z} [{\sqrt {3}}]=\mathbb {Z} \oplus {\sqrt {3}}\mathbb {Z} }. Cet anneau possède de nombreuses propriétés en commun avec {\displaystyle \mathbb {Z} }, et on peut étudier dans de tels anneaux des questions portant par exemple sur l'existence de solutions à certaines équations diophantiennes quadratiques. On peut également adjoindre des racines de l'unité, pour obtenir des entiers cyclotomiques : c'était une approche considérée pour prouver le théorème de Fermat-Wiles, avant que Kummer ne montre que l'unicité de la factorisation échoue pour {\displaystyle \mathbb {Z} [\zeta _{23}]}. Plus tard, Hensel a introduit les nombres p-adiques {\displaystyle \mathbb {Q} _{p}}, à partir desquels on construit de manière similaire l'anneau des entiers p-adiques, qui via la méthode de Skolem et le principe de Hasse permettent de résoudre de nombreuses équations (ou de prouver l'absence de solution).
Alternativement, on peut commencer par définir de tels anneaux, et construire le corps des fractions correspondant, voyant alors l'anneau comme l'objet plus fondamental.
Un angle radicalement différent par lequel la théorie des anneaux éclaire la théorie des nombres est issu d'un problème topologique. En 1957, Grothendieck généralise le théorème de Riemann-Roch et introduit pour cela un groupe {\displaystyle K_{0}(X)} pour l'étude d'une variété {\displaystyle X}, défini comme un quotient du groupe d'équivalences des fibrés vectoriels sur {\displaystyle X}. Si la motivation est géométrique, la construction est entièrement algébrique, et on peut en fait remplacer les fibrés vectoriels par les modules projectifs : on possède ainsi un {\displaystyle K_{0}(X)} pour tout anneau {\displaystyle X} (non nécessairement commutatif).
Pour un corps {\displaystyle X}, on a {\displaystyle K_{0}(X)\simeq \mathbb {Z} }. Si {\displaystyle X} est un anneau commutatif, {\displaystyle K_{0}(X)} est relié au groupe de Picard de {\displaystyle X}. Si {\displaystyle X} est l'anneau des entiers d'un corps de nombres, {\displaystyle K_{0}(X)} généralise la construction du groupe de classe.
Le groupe {\displaystyle K_{1}(X)}, introduit par Hyman Bass et Stephen Schanuel (de), et le groupe {\displaystyle K_{2}(X)} dû à John Milnor, possèdent également une interprétation en termes de théorie des nombres : {\displaystyle K_{1}(X)} est relié au groupe des unités de {\displaystyle X}, et si {\displaystyle X} est un corps alors {\displaystyle K_{2}(X)} renseigne sur la théorie du corps de classe dans {\displaystyle X}, le symbole de Hilbert, et la possibilité de résoudre des équations quadratiques.

## Théorèmes fondamentaux
- Théorème d'Artin-Wedderburn (anneaux semi-simples)
- Théorème de Goldie (en) (anneaux de Goldie semi-premiers)
- Théorème de Posner (en) (anneaux d'identité polynomiale premiers (en))
- Théorème de structure de Cohen (anneaux locaux noethériens complets)
- Lemme de Fitting et théorème de Krull-Schmidt (décomposition des modules noethériens ou artiniens)
- Lemme de Hensel (résolution d'équations dans les anneaux complets commutatifs)
- Lemme de Schur (morphismes de modules simples)
- Lemme de Nakayama (radical de Jacobson et modules de type fini)
- Théorème de densité de Jacobson (en) (modules simples)
- Théorème d'Hopkins-Levitzki (en) (chaînes d'idéaux sur les anneaux semi-primaires)
- Théorème de Jordan-Hölder (existence de résolutions)
- Théorème de Maschke (modules d'une algèbre de groupe)
- Théorème de la base de Hilbert (anneau de polynômes à coefficients dans un anneau noethérien)
- Théorème des syzygies de Hilbert (existence de résolutions libres pour les anneaux noethériens)
- Théorème des zéros de Hilbert (ensembles algébriques et idéaux)
- Théorème d'Artin-Zorn (en) et théorème de Wedderburn (conditions pour qu'un anneau soit un corps)
- Théorème de Cartan-Brauer-Hua (en) (corps gauches)
- Théorème de Schreier (raffinement des filtrations de modules)
- Théorème de Skolem-Noether (automorphismes des anneaux simples)
- Équivalence de Morita (équivalence de catégories des modules entre anneaux)
- Théorème de Serre-Swan (en) (analogie entre modules projectifs et fibrés vectoriels)

## Géométrie non commutative
La géométrie non commutative, issue notamment des travaux d'Alain Connes, vise à proposer une approche géométrique des algèbres non commutatives (une algèbre sur un anneau non commutatif). Ce point de vue est motivé entre autres par le théorème de représentation de Gelfand (en) qui montre qu'une algèbre de Banach commutative peut être représentée comme une algèbre de fonctions (continues), et que cette représentation est un isomorphisme et une isométrie si l'algèbre en question est une C*-algèbre.
Si maintenant on part d'une C*-algèbre non commutative {\displaystyle X}, cette construction donne naissance à un espace topologique {\displaystyle {\widehat {X}}} appelé le spectre (ou dual) de la C*-algèbre, de manière similaire à la façon dont le spectre d'un anneau forme un espace topologique avec la topologie de Zariski (un schéma). On est donc amené à étendre et développer l'équivalence, classique entre anneaux commutatifs et géométries, aux cas non commutatifs.
La difficulté vient notamment de ce que, dans le cas général, un anneau peut ne posséder aucun idéal bilatère propre. C'est par exemple le cas de l'algèbre de Weyl, construite comme algèbre de polynômes différentiels sur un espace affine. Bien qu'ayant des idéaux à gauche (resp. à droite), l'algèbre de Weyl est un anneau simple. Impossible donc de définir directement le spectre d'un tel anneau de la manière habituelle. Les techniques de descente (en) sont souvent inapplicables également, car on ne peut pas toujours localiser un anneau non commutatif (et même lorsqu'on peut, d'autres difficultés surviennent).
Devant l'échec des méthodes directes, la plupart des approches suivent la méthode indirecte de la théorie des topos : on considère la catégorie des faisceaux sur un espace, plutôt que l'espace lui-même, comme l'objet fondamental. Si {\displaystyle A} est un anneau (généralement une C*-algèbre) et {\displaystyle \operatorname {Mod} _{A}} est la catégorie des modules (à droite) sur {\displaystyle A}, et si l'on note {\displaystyle M_{<\infty }}la sous-catégorie de {\displaystyle \operatorname {Mod} _{A}}constituée des modules de longueur finie, alors le quotient {\displaystyle \operatorname {Proj} A=\operatorname {Mod} _{A}/M_{<\infty }} joue le rôle du spectre de l'anneau considéré. Dans beaucoup de cas cette construction fonctionne bien, par exemple en coïncidant avec le cas commutatif pour les courbes suffisamment lisses.